# 香港朗廷酒店

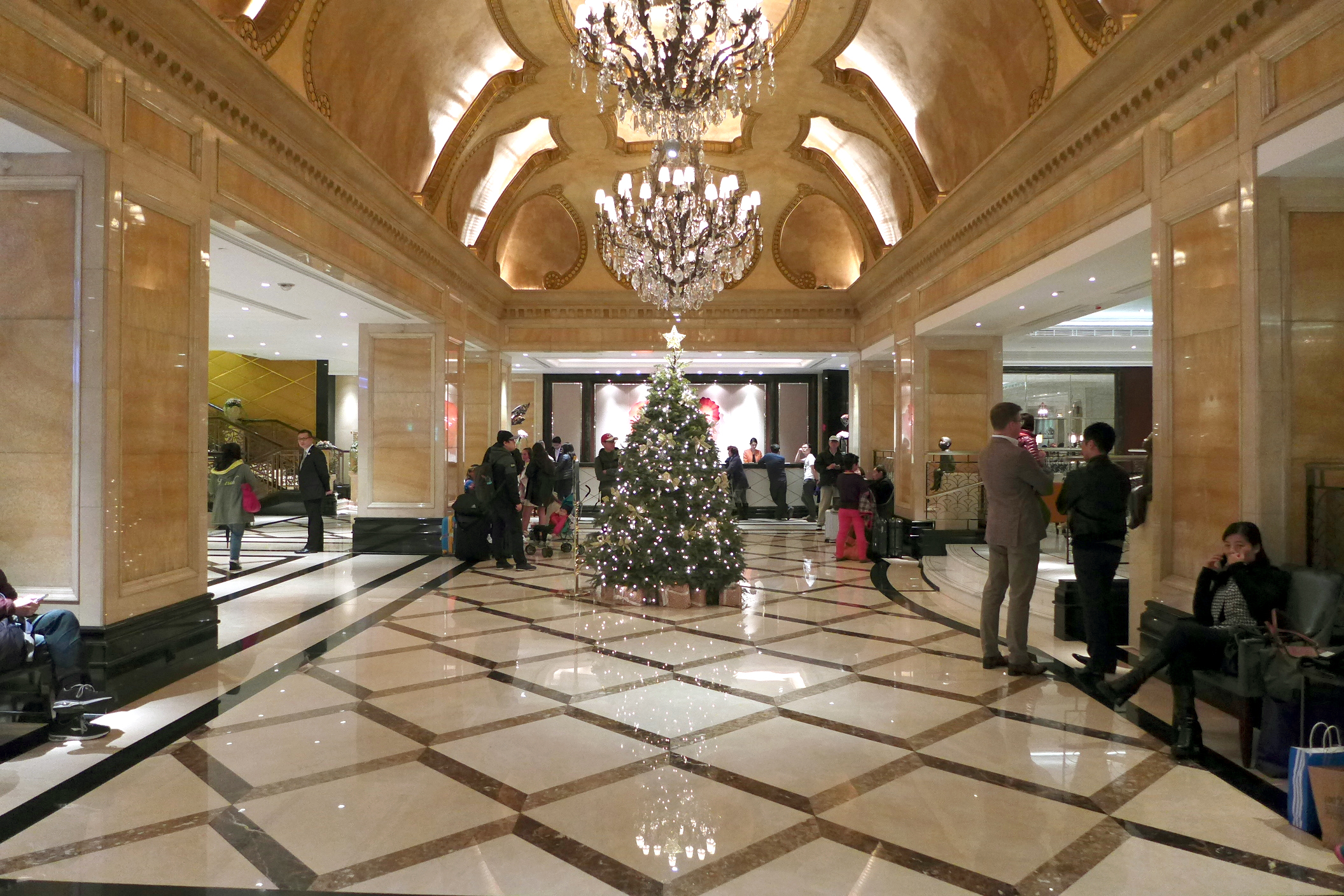
酒店大堂

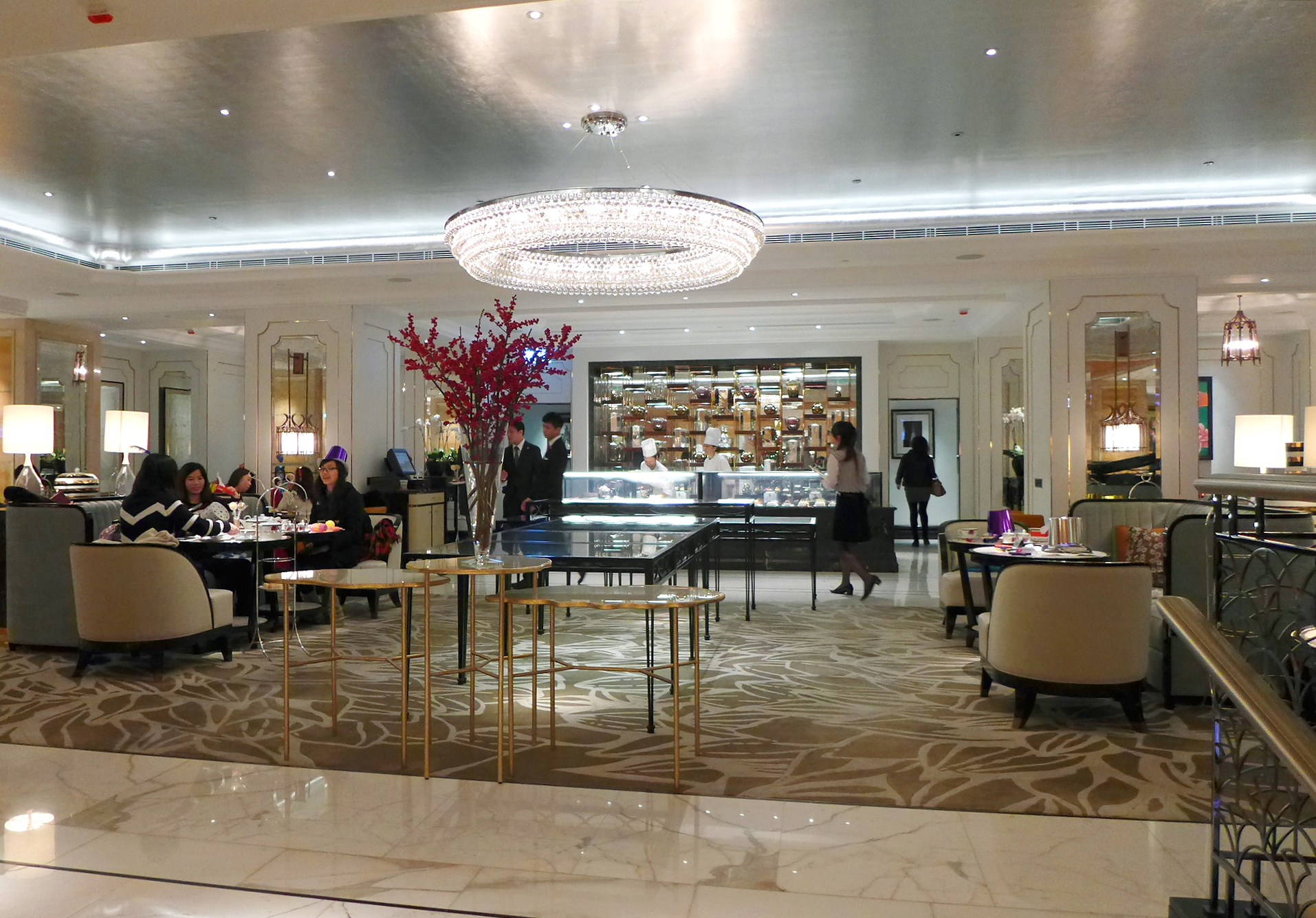
廷廊（Palm Court）

香港朗廷酒店（英語：The Langham Hong Kong）位處於香港九龍尖沙咀北京道8號，為香港一間甲級高價酒店，樓高16層，共提供498間房間。
酒店前稱華美達麗新酒店（Ramada Reneissance Hotel，1989年－1998年）、香港鷹君酒店（Great Eagle Hotel Hong Kong），2003年10月1日因為其管理的鷹君集團易名為朗廷酒店集團有限公司而更改現有的酒店名稱。
酒店鄰近港鐵荃灣綫尖沙咀站、天星小輪，前往港鐵屯馬綫尖東站亦只需數分鐘，而距離赤鱲角香港國際機場也只需30分鐘。
酒店曾經於1998年進行高達3500萬美元及歷時4年時間的大型酒店設施升級工程，2002年完成。

## 設施
- 中餐廳唐阁
- 西餐廳BOSTONIAN SEAFOOD AND GRILL及MAIN ST. DELI
- 自助餐廳THE FOOD GALLERY
- 廷廊Palm Court
- 朗廷会
- 游泳池
- 健身室
- 宴会厅、四间多功能会议室和一间商务中心

## 鄰近
- 太陽廣場 (香港)
- 北京道一號
- 海洋中心
- 港威大廈

## 參看
- 香港康得思酒店
- 朗廷酒店集團
- 鷹君集團有限公司

## 外部連結
- 朗廷酒店官方網站（繁體中文）